# HD 89890
HD 89890，又名CP-55 3286，SAO 237959、HR 4074，是一颗恒星，视星等为4.5，位于銀經282.99，銀緯0.89，其B1900.0坐标为赤經10h 17m 11.5s，赤緯-55° 0.89′ 22″。